# Саласар, Хуан де Веласко
Хуан де Веласко-и-Энен (исп. Juan de Velasco y Henin; 1609, Брюссель — 5 мая 1678, Антверпен), 5-й граф де Саласар, 4-й маркиз де Бельведер, 7-й граф де Кастильново — испанский военачальник.

## Биография
Третий сын Луиса де Веласко, 2-го графа де Саласара и 4-го маркиза де Бельведера, и Анны де Энен-Льетар д'Альзас.
Сеньор Вильяльбы и замка Серуго.
Унаследовал семейные титулы после смерти двух старших братьев, служивших в Испанских Нидерландах.
27 мая 1627 получил роту испанских копий в знак признания заслуг его отца. 19 апреля 1640 был назначен командовать терсио, сформированным в 1637 году виконтом Хосе де Сааведрой; 11 января 1642 был переведен на должность командующего старым терсио испанской пехоты в Нидерландах, позднее названным Галисийским, но пробыл на этом посту менее двух месяцев, поскольку 12 мая 1642 командование было передано Фернандо де Кесаде Толедо, 1-му графу де Гарсиес.
Считается, что Веласко был повышен до генерал-лейтенанта кавалерии, хотя это не подтверждено документально, а сама должность впервые засвидетельствована в 1645 году. В то время в Нидерландах было три испанских армии, именовавшиеся соответственно границам, на которых они находились: Французской, Голландской и Люксембургской или Эльзасской, и каждая имела должность генерал-лейтенанта кавалерии. Энен, должно быть, получил должность в Эльзасской, а позднее перешел на тот же пост в Голландскую, которая была распущена в 1648 году, и затем до 1650 года служил в главной Французской армии.
В 1650 году стал шателеном Гента, третьей по значению крепости во Фландрии, в 1653 году был назначен шателеном Камбре и генерал-капитаном Камбрези, а в 1658 году стал великим магистром и генерал-капитаном артиллерии Нидерландов; на тот момент и до появления губернаторов армий, занимавшей третье место в военной иерархии Нидерландов. В 1674 году был переведен шателеном в Антверпен, главную крепость Фландрии.
Участвовал в многочисленных военных акциях, но самостоятельное командование имел один раз, в 1646 году, при оказании помощи Венло.
В 1652 году, при учреждении в испанских армиях чина генерал-сержанта баталии, получил патент одним из первых (12 марта).
28 октября 1673 был пожалован Карлом II в рыцари ордена Золотого руна

## Семья
Жена: Анна-Мария де Рекур де Ланс (ум. 10.1682, Артуа), «одна из дам испанской инфанты», дочь Франсуа III де Рекура, наследственного шателена Ланса, сеньора де Рекура и де Камблена, губернатора Эра, и Анн де Нуайель
Дети:
- Хуан (Луис) де Веласко, 6-й граф де Саласар, рыцарь ордена Сантьяго, генерал-лейтенант кавалерии в Нидерландах (1679). Жена: Микаэла Ибаньес де Легисамон, 3-я маркиза де Грамоса
- Эухенио де Веласко
- Микаэла Исабель де Веласко (29.03.1642—22.06.1695). Муж (1.03.1661): Леопольд-Гийом де Мерод (1649—1674), 3-й маркиз де Трелон